# Мост через залив Ханчжоувань

Месторасположение моста через залив Ханчжоувань

Мост че́рез зали́в Ханчжоува́нь, или Большой трансокеанский мост через залив Ханчжоувань (кит. 杭州湾跨海大桥) — вантовый мост в заливе Ханчжоувань (провинция Чжэцзян) у восточного побережья Китая.
Соединяет города Цзясин и Нинбо, является самым длинным трансокеанским[прояснить] мостом в мире.
Открыт для движения 1 мая 2008 года, хотя предполагалось, что мост будет завершён лишь к Expo 2010. Строительство моста началось 8 июня 2003 и продолжалось до 2007 г., после чего несколько месяцев осуществлялось закрытое тестирование моста.
Длина моста составляет около 36 км, движение осуществляется по трём полосам движения в каждую сторону. Это третий по длине мост через водные пространства. Расчётная скорость движения по мосту 100 км/ч, срок службы более 100 лет. Общая стоимость инвестиций в строительство составила 11,8 млрд юаней (около 1,4 млрд долларов США по курсу декабря 2004). 35 % вложений было сделано частными предприятиями в Нинбо, крайне заинтересованными в быстром доступе к финансовому центру и крупнейшему порту страны в Шанхае. Ещё 59 % — это займы, предоставленные центральными и региональными банками Китая.
Проект моста изучался и дорабатывался в течение десяти лет, прежде чем в 2003 окончательный проект был утверждён. Первоначальный план предполагал, что на севере мост будет начинаться от пригорода Шанхая Цзиньшаня. После протестов со стороны городского правительства Шанхая проект был пересмотрен и северная оконечность моста была перенесена на территорию провинции Чжэцзян. Согласно реализованному проекту мост соединяет город Цыси, находящийся к западу от городской зоны Нинбо, и Цзясин, расположенный на другой стороне залива.
После завершения строительства путь между Шанхаем и Нинбо сократился более чем на 160 км. Ранее те, кто ехал из Шанхая или южной Цзянсу в Нинбо, вынуждены были совершать объезд длиной 400 км (5 часов пути), вместо сегодняшних 240 км (3 час). В результате Нинбо и его порт Бэйлунь смогут составить конкуренцию порту Шанхая в Пудуне в международных морских перевозках. Предполагается также значительный рост туристического бизнеса в Нинбо.
Строительство моста является частью политики объёмных инвестиций Китая в развитие своей транспортной инфраструктуры, а также шагом по включению в будущем Нинбо и северного Чжэцзяна в экономическую зону Большого Шанхая.

## Центр обслуживания
На полпути по мосту построен остров-платформа с центром обслуживания, где водители и пассажиры могут отдохнуть, перекусить и воспользоваться широким спектром услуг. Фактически остров стоит на сваях и, таким образом, не препятствует естественным течениям в заливе.